# Лесопитомник (Оренбургская область)
Лесопито́мник — посёлок в Первомайском районе Оренбургской области. Входит в состав Соболевского сельсовета.

## География
Посёлок находится на расстоянии примерно 3 км (по прямой) к северо-востоку от посёлка Первомайский, административного центра района.

### Часовой пояс
Посёлок Лесопитомник, как и вся Оренбургская область, находится в часовой зоне МСК+2. Смещение применяемого времени относительно UTC составляет +5:00.

## История
Основан как Ферма № 3 совхоза «Ленинский». В конце 1950-х годов располагался совхозный лесопитомник, ставший в 1964 году совхозом «Мичуринец». В нём заложили крупнейший в Оренбургской области сад.

## Население
| 2010 |
| ---- |
| 304  |

### Национальный состав
Согласно результатам переписи 2002 года, в национальной структуре населения русские составляли 68 % из 315 чел., казахи — 27 %.